# シベリア物語
『シベリア物語』（ロシア語: Сказание о земле Сибирской、英語：Ballad of Siberia）はソ連の「石の花」（1946年）に続く2番目のカラー映画である。劇場公開名は『シベリヤ物語』。
主演はウラジミール・ドルージュニコフとマリーナ・ラディーニナで、「シベリア大地の歌」、「さすらい人」（バイカルのほとり）、「君知りて」などの歌が多く披露されるミュージカル風の、第二次世界大戦後のシベリア開拓の物語である。
1947年度プラハ国際映画コンクールで一等に入選。同年度のスターリン芸術映画賞を受賞。

## キャスト
※括弧内は日本語吹替（初回放送1964年10月14日『深夜劇場』）
- アンドレイ：ウラジミール・ドルージュニコフ（前田昌明）
- ナターシャ：マリーナ・ラディニナ（杉田郁子）
- ボリス：ヴラジーミル・ゼリディーン
- ナスチャ：ヴェーラ・ワシリェーヴァ
- ヤーコプ・ブルマーク：ボリス・アンドレーエフ

## 歌
多くの歌が挿入されている。
- 「シベリア大地の歌」（イェヴゲーニィ・ドルマトフスキー作詞、ニコライ・クリュコフ作曲）
- 「シベリア賛歌」（イェヴゲーニィ・ルマトフスキー作詞、ニコライ・クリュコフ作曲）
- 「さすらい人」（別名：バイカル湖のほとり、シベリア民謡）
- 「君知りて」（ロシア民謡）

など

## 日本公開
映画館の入場料が十円（税金50％込み)だったころに、最初は２本のプリントから、のちに７本のプリントとなり、配給収入三千万円を稼ぎ、当時の年間映画興行収入のトップとなった。。

## 影響
このあと同じ監督、主演で同様のミュージカル風カラー映画「クバンのコサック」（1949年）も作られている。
この映画は日本の戦後の「うたごえ運動」と「歌声喫茶」に大きな影響を与えたといわれている。